# Tsurugi (Tokushima)
Tsurugi (jap. つるぎ町 Tsurugi-chō) – miasto w Japonii, na wyspie Sikoku, w prefekturze Tokushima. Według danych na rok 2020 miejscowość zamieszkiwało 7 715 mieszkańców , a gęstość zaludnienia wyniosła 39,6 os./km².